# Santa Tereza do Oeste
Santa Tereza do Oeste est une municipalité brésilienne située dans l'État du Paraná.